# Jay Landesman
Jay Landesman, rodným jménem Irving Ned Landesman, (15. července 1919 – 20. února 2011) byl americký vydavatel, spisovatel a provozovatel nočního klubu.
Narodil se v St. Louis v Missouri jako nejstarší ze čtyř dětí židovského umělce původně z Německa. Své jméno si změnil podle postavy tajemného milionáře Jaye Gatsbyho z románu Velký Gatsby spisovatele F. Scotta Fitzgeralda, kterou v mládí četl. Ve 40. letech provozoval v rodném městě galerii umění a v roce 1948 začal v New Yorku vydávat čtvrtletník Neurotica. Mezi jeho přispěvateli byli mj. Allen Ginsberg, John Clellon Holmes, Judith Malina, Kenneth Patchen, Carl Solomon a Larry Rivers. Časopis přestal vycházet v roce 1952 po zásahu cenzurou kvůli článku o kastraci od Gershona Legmana.
Po návratu do St. Louis otevřel v roce 1952 spolu se svým bratrem Fredem noční klub Crystal Palace, v němž vystupovali Lenny Bruce, Woody Allen i Mike Nichols. Premiérově zde byl uveden také muzikál The Nervous Set (1959), založený na Landesmaně nevydaném románu. Adaptoval jej sám autor spolu s Theodorem J. Flickerem, hudbu složil Tommy Wolf a texty napsala básnířka Fran Landesman (od roku 1950 jeho manželka, s níž měl dva syny). V roce 1960 zde byl uveden další muzikál A Walk on the Wild Side, na němž Landesman spolupracoval s Nelsonem Algrenem (je založen na jeho románu).
V roce 1964 se s rodinou odstěhoval do Londýna. Roku 1977 založil nakladatelství Polytantric Press. Je autorem autobiografických knih Rebel Without Applause (1987), Jaywalking (1993) a Tales of a Cultural Conduit (2006). Poslední z nich obsahuje i do té doby nevydaný román The Nervous Set. Zemřel v Londýně v únoru 2011 ve věku 91 let. Jeho manželka zemřela o pět měsíců později.